# 邹时炎
邹时炎（1933年—），男，湖北松滋人，中华人民共和国政治人物，曾任国家教委副主任、党组成员，第八、九届全国政协委员。